# Olympische Jugend-Sommerspiele 2010/Teilnehmer (Mikronesien)
| Gelbes Symbol für Goldmedaillen mit stilisierten Olympischen Ringen | Graues Symbol für Silbermedaillen mit stilisierten Olympischen Ringen | Braundes Symbol für Bronzemedaillen mit stilisierten Olympischen Ringen |
| ------------------------------------------------------------------- | --------------------------------------------------------------------- | ----------------------------------------------------------------------- |
| —                                                                   | —                                                                     | —                                                                       |

Die Jugend-Olympiamannschaft aus Mikronesien für die I. Olympischen Jugend-Sommerspiele vom 14. bis 26. August 2010 in Singapur bestand aus drei Athleten. Sie konnten keine Medaille gewinnen.

## Athleten nach Sportarten

### Leichtathletik
Mädchen
- Reloliza Saimon
400 m: 22. Platz

### Schwimmen
| Mädchen - Rayleen David 50 m Freistil: 55. Platz (Vorrunde) | Jungen - Dionisio Augustine 50 m Freistil: 39. Platz (Vorrunde) |